# Christian Franz Weck
 Christian Franz Weck (* 8. Januar 1904 in Wien; † 11. Dezember 1961 in Frankfurt am Main) war ein deutscher Dentist und als SS-Oberscharführer zeitweilig als Stellvertreter des Leiters der politischen Abteilung im Konzentrationslager Flossenbürg tätig.

## Leben
Nach Abschluss der Oberrealschule im Sudetenland begann er 1920 in Eger eine Ausbildung bei einem Dentisten und arbeitete danach als zahntechnischer Assistent bei einem Zahnarzt. 1924 bis 1925 leistete er einen verkürzten Wehrdienst bei der tschechoslowakischen Armee ab. 1934 legte er in die Dentistenprüfung ab und eröffnete eine eigene Praxis. 1935 trat Weck der Sudetendeutschen Partei bei. Nach einer kurzen Tätigkeit als SS-Standartendentist wurde er 1939 in die SS-Sanitätsabteilung in München-Freimann einberufen. Wegen eines Herzfehlers wurde er als lediglich „garnisonsverwendungsfähig“ in Berlin-Lichterfelde in der Schreibstube eingesetzt, dann im Oktober 1940 bis auf weiteres beurlaubt. Anschließend betrieb er seine zwischenzeitlich stillgelegte Praxis in Eger, bis er im Februar 1941 erneut einberufen und zunächst im Wachbataillon des Konzentrationslagers Flossenbürg, dann in der Schreibstube der 3. Kompanie und von Frühjahr 1942 bis Januar 1944 in der Kommandantur bei der politischen Abteilung eingesetzt wurde. 1943 wurde Weck zum SS-Oberscharführer ernannt.
Weck wirkte während seiner Tätigkeit in der politischen Abteilung bei der Genickschusshinrichtung von mindestens zwanzig Häftlingen mit, indem er ein von ihm verwahrtes Kleinkalibergewehr und Munition zum Arrestbau oder dem Krematorium brachte. Weck lud das Gewehr nach und hat in mindestens zwei Fällen auch selbst geschossen.
1944 wurde er in die Zahnstation versetzt, bekam dort eine fahrbare Zahnstation und war sowohl in den Nebenlagern des KZs Flossenbürg, als auch auf Schloss Eisenberg bei Brüx tätig.
Nach dem Kriegsende wurde Weck zunächst in der Sowjetischen Besatzungszone in Bautzen, später im Lager Sachsenhausen-Oranienburg inhaftiert. Nach seiner Entlassung ließ er sich 1950 in eigener Praxis in Nidda (Oberhessen) nieder. Im Juni 1956 verurteilte ihn das Landgericht Weiden zu fünfeinhalb Jahren Zuchthaus wegen der Beihilfe zu Mord in 20 Fällen. Weck habe gewusst, dass keinerlei Gerichtsurteil vorlag, es sich also um widerrechtliche Tötungen und einen Missbrauch staatliche Machtfülle handelte. Da dieses Urteil vom BGH aufgehoben wurde, wurde die Strafsache Weck im Juli 1957 erneut verhandelt und mit demselben Strafmaß abgeschlossen. Das Gericht sah es als erwiesen an, dass Weck dem Schutzhaftlagerführer Karl Fritzsch geholfen und somit Beihilfe zum Mord geleistet sowie in zwei Fällen selbst geschossen habe. Am 18. August 1959 wurde er aus der Justizvollzugsanstalt Ziegenhain entlassen.